# Алуш
Алуш (ісп. alux з мови мая) — у віруваннях мая, зокрема півострову Юкатан (юкатеків), прадавній карлик. Спочатку алуші мислилися прадавніми жителями землі, пізніше вірування у алушів трансформувалися у вірування в захисників (мільпи (ниви) від гризунів та інших шкідників, а також у карликів, що залежно від ставлення до них, можуть або сприяти людині, або капостити їй. Т.ч. пізніші вірування в алушів близькі до широко поширених в світовому фольклорі (або т.з. нижчій міфології) віруваннях у карликів (ельфи у Західній Європі, брауні у британців, менехуне у гавайців тощо). Вважається, щоб заслужити довіру алуша (алушів), треба його задобрити подарунками. Для таких підношень використовували цигарки, горілку, трохи посоле (страва з кукурудзи). Образи алушів плідно використовують у художній літературі письменники Мексики та Ґватемали.